# Alíartos
Alíartos (grec: Αλίαρτος) és una vila que conformava un antic municipi a la unitat perifèrica de Beòcia, a la perifèria de la Grècia Central, que es troba a 109 quilòmetres de la capital del país, Atenes. L'antic municipi va romandre inclòs dins el nou municipi d'Alíartos-Tèspies amb la nova llei de 2011; segons el cens d'aquell any, el municipi tenia 10.887 residents, 6.094 residents la unitat municipal i 4.847 la població d'Alíartos.
La població la conformen dos nuclis diferents però conurbats: Mulki, a l'estació de ferrocarril, i Kribás, a la part alta. El 1835 s'imposà el nom de l'antiga ciutat d'Haliart, situada dalt el mateix turó del costat de la vila, al nou municipi, i el 1919 el nucli de Kribás abandonà el nom pel d'Haliart, però el 1953 es va desfer el canvi i el nom s'aplicà a Mulki. Finalment, els dos nuclis acabaren conurbats i els noms de Mulki i Kribás es mantenen com a noms de barri.